# Vojenská zdravotní pojišťovna České republiky
Vojenská zdravotní pojišťovna České republiky (VoZP ČR; 201) je resortní zdravotní pojišťovna působící v rámci českého systému veřejného zdravotního pojištění spolupracující s Ministerstvem obrany České republiky a Armádou České republiky. Byla založena v roce 1992 a svoji činnost vykonává od počátku existence současného systému financování zdravotnictví, tedy od 1. 1. 1993. Kromě běžné činnosti zdravotní pojišťovny (výběru pojistného od plátců a hrazení zdravotní péče poskytovatelům) plní ještě další úkoly, které jí zákon ukládá. Jedná se především o tyto činnosti:
- zprostředkovávání úhrady zdravotní péče hrazené Ministerstvem obrany ČR
- vytváření a správa fondu zprostředkování úhrady zdravotní péče hrazené Ministerstvem obrany ČR
- vytváření fondu pro úhradu preventivní péče poskytované nad rámec preventivní péče hrazené ze zdravotního pojištění pro vojáky v činné službě a žáky vojenských škol

U VoZP ČR jsou povinně pojištěni vojáci v základní službě, činné službě i žáci vojenských škol, kteří se připravují na službu vojáka z povolání.
Vojenská zdravotní pojišťovna je jednou z nejdéle působících zdravotních pojišťoven na území České republiky. Byla zřízena 23. prosince 1992. Podnět k jejímu zřízení dalo Federální ministerstvo obrany, které si bylo vědomo toho, že v nových podmínkách je třeba vytvořit specifickou zdravotní pojišťovnu, která bude zajišťovat úhradu zdravotní péče vojákům v činné službě a současně plnit v této souvislosti specifické úkoly spojené s Armádou ČR. Jde zejména o ochranu utajovaných skutečností, přístup do vojenských zdravotnických zařízení, do posádkových ošetřoven, do zdravotnické dokumentace vojáků, ale i o správu specifických vojenských fondů vytvořených pro tyto účely příslušným zákonem. Specifikem Vojenské zdravotní pojišťovny ČR je tedy zákonem definovaný vztah právě k Armádě ČR. Žádná jiná pojišťovna takto definovaný právní vztah k jedné skupině pojištěnců nemá. To se promítá do řady činností a oprávnění, které vůči vojákům profesionálům, ale i ozbrojeným silám NATO působícím na území České republiky, má.
VoZP ČR je ale zároveň pojišťovnou otevřenou široké veřejnosti, jejím pojištěncem se může stát každý občan České republiky bez ohledu na to, zda jde o vojáka, či nikoliv.
Kromě úhrady preventivních opatření, hrazených z veřejného zdravotního pojištění, poskytuje VoZP ČR svým pojištěncům řadu dalších příspěvků a hradí celou řadu speciálně sestavených programů, a to v rámci tzv. „rozšířené zdravotní péče“. V současné době má pojišťovna celkem 26 těchto preventivních programů zaměřených na různé skupiny obyvatelstva a je tak jednoznačně pojišťovnou, která je v této oblasti jedničkou na českém trhu plátců zdravotní péče obyvatel. VoZP má stabilizovanou síť kontaktních pracovišť po celé republice.
Portál Aktuálně.cz v červnu 2025 uvedl, že v důsledku vysokého zadlužení jednala VoZP o sloučení se Zdravotní pojišťovnou ministerstva vnitra.